# زانکت یوهان، کوپلینگ
زانکت یوهان (به آلمانی: Sankt Johann-Köppling) یک منطقهٔ مسکونی در اتریش است که در ویتسبرگ واقع شده‌است. زانکت یوهان ۱۰٫۱۷ کیلومتر مربع مساحت دارد ۳۵۰–۴۸۰ متر بالاتر از سطح دریا واقع شده‌است.